# Pentaphylacaceae
Pentaphylacaceae es una familia de plantas de flores con 14 géneros; son arbustos o pequeños árboles perennes con hojas alternas. Sus semillas se diseminan con el aire. Las flores tienen cinco pétalos y cinco sépalos, cada uno diferente de los otros con cinco estambres opuestos a los sépalos.
Son nativos de las regiones tropicales del sur de China hasta Malasia y Sumatra.

## Géneros
Adinandra - Anneslea - Archboldiodendron - Balthasaria - Cleyera - Eurya - Freziera - Killipiodendron - Paranneslea - Pentaphylax - Symplococarpon - Ternstroemia - Ternstroemiopsis - Visnea